# Титаренко Олексій Русланович
Олексі́й Русла́нович Титаре́нко (позивний «Парус»; 28 липня 1972, Київ — 7 травня 2023, Суха Балка) — український військовослужбовець, учасник російсько-української війни, лейтенант (посмертно) 109 ОБрТрО Збройних сил України, викладач, кандидат філософських наук (з 2003), доцент (з 2008), політичний аналітик.

## Життєпис
У 1993—1999 рр. навчався у Київському національному університеті імені Тараса Шевченка за спеціальністю «Філософія» (заочна форма). У 2004 рр. закінчив у цьому ж виші навчання в аспірантурі без відриву від виробництва і захистив кандидатську дисертацію з філософії за спеціальністю — 09.00.11 — релігієзнавство: "Соціальне християнське вчення в контексті релігійного модернізму: дис… канд. філос. наук: 09.00.11 / Титаренко Олексій Русланович ; Київський національний ун-т ім. Тараса Шевченка. — К., 2004. — 200 арк.
Служив у Органах внутрішніх справ: спочатку командиром взводу, з 1999 р. — дільничним інспектором (лейтенант міліції). Після служби Олексій Титаренко розпочав свою науково-викладацьку діяльність. У різний період викладав, зокрема, у Національній академії внутрішніх справ України, Київському національному лінгвістичному університеті, Національному університеті «Києво-Могилянська академія», Національній академії державного управління при Президентові України.
Автор понад 50 наукових публікацій, зокрема статей до «Енциклопедії державного управління», «Великої української енциклопедії», «Української релігієзнавчої енциклопедії». Читав цикли філософсько-релігієзнавчих дисциплін (філософія права, філософія релігії, релігієзнавство тощо), політикознавчих (з проблем публічної політики й політичного прогнозування) та державного управління. Два аспіранти під його керівництвом успішно захистили кандидатські дисертації за спеціальністю «державне управління». Глибоко цікавився буддизмом. Щедро ділився набутими знаннями із студентами, а для багатьох із них став путівником у житті. Мав потужні аналітичні здібності. Докладав багато зусиль задля утвердження в Україні української ідентичності.
Від 2014 р. брав участь в антитерористичній операції на Сході України, служив у Черкаському автомобільному батальйоні, учасник бойових дій. Був демобілізований у 2015 році. З 2015 до 2017 викладав на кафедрі політичної аналітики та прогнозування Національної академії державного управління при Президентові України.
З 2017 до 2022 рр. Олексій Титаренко працював Головним консультантом Директорату з питань внутрішньої та гуманітарної політики Офісу Президента України. Вірний своїм принципам, встав на захист України з початком широкомасштабної війни з 24.02.2022 року. Служив командиром інженерно-саперного відділення, потім — заступником командира роти з озброєння інженерної роти управління Донецької окремої бригади Сил ТрО. Брав участь у здійсненні важливих заходів із забезпечення національної безпеки і оборони, відсічі й стримування збройної агресії російської федерації у смузі відповідальності 113-ої, а потім 109-ої Обр Сил ТрО. Добре знався на мінно-вибуховій справі. Закінчив кілька ступенів підготовки саперів, включно з курсами стандарту НАТО за кордоном.
Як спеціаліст мінно-вибухової справи проявляв особисту мужність, самовідданість і героїзм при виконанні бойових завдань. Завдяки чіткій постановці бойових завдань, випрацюванню оптимального алгоритму їх рішень, Олексій Титаренко неодноразово рятував життя побратимів у зоні бойових дій у Харківській і Донецькій областях. Під час повернення до місця тимчасової дислокації підрозділу у с. Суха Балка Бахмутського району Донецької області отримав мінно-вибухові травми, несумісні з життям. Похований у м. Києві на Алеї слави Лук'янівського цвинтаря.
Залишилася сім'я Олексія — мама Катерина Михайлівна, дружина Віта (військовослужбовиця ЗСУ) та двоє дітей — донька Ольга і син Артем.

## Нагороди і відзнаки
«Відзнака командира 109 окремої бригади Територіальної оборони», «Учасник АТО», «Учасник бойових дій», медаль «За жертовність і любов до України» .
Наказом Командувача Сил ТрО від 6 липня 2023 року № 231 молодшому лейтенанту Олексію Титаренку присвоєно військове звання «лейтенант» (посмертно).
Указом Президента України від 25 липня 2023 року № 445/2023 Олексій Титаренко нагороджений орденом «За мужність» ІІІ ступеня (посмертно).

## Публікації
- Титаренко О. Р. Філософсько-релігієзнавчий аналіз соціальних, доктрин християнських конфесій // Українське релігієзнавство. 2003. № 26. С. 37-45. URL: http://dspace.nbuv.gov.ua/handle/123456789/20423
- Irina S. Khmelko, Elena Semenova, Alexej Titarenko. Regionalism in Ukraine and Its Role in the Ukrainian Politics // Journal of East-European and Asian studies / 2011. Vol. 2. № 1: Special ISSUE: Democratic Institutionalism. Р. 93-111.
- Енциклопедія державного управління: у 8 т. / Нац. акад. держ. упр. при Президентові України ; наук.-ред. колегія: Ю. В. Ковбасюк (голова) та ін. — К. : НАДУ, 2011. Т. 2. Методологія державного управління / наук.-ред. Колегія. : Ю. П. Сурмін (співголова), П. І. Надолішній (співголова) та ін. — 2011. — С 69-70,155-156, 157—158,181-182,188, 251—254, 361—362, 454—455, 472—473.
- Титаренко О. Р. Роль аналітичного середовища в політико-управлінських процесах України // Роль експертних товариств в сфері політики, охорони довкілля, культури та релігійного життя в Україні та Білорусі. Матеріали спільного проекту НАН України та Білорусі «Експертні товариства України та Білорусі в системі соціального менеджменту: теоретико-методологічний та інституційний аспекти», підтриманого Державним фондом фундаментальних досліджень / Національна академія наук України. Інститут філософії імені Г. С. Сковороди. Державний фонд фундаментальних досліджень / За загальною редакцією д.філос.н., проф. Филипович Л. О. Київ, 2014. С. 19-32.
- Титаренко О. Р., Титаренко В. В. Суспільно-політична ситуація України: ризики і загрози в контексті наявної релігійної безпеки // Релігійна безпека/небезпека України. Збірник наукових праць і матеріалів / за ред. А. М. Колодного. Київ: УАР, 2019. С. 209—215.
- Титаренко О. Р. Типітака // Велика українська енциклопедія. URL: https://vue.gov.ua /Типітака
- Титаренко О. Р., Титаренко В. В. Ар'я (В. В. Титаренко) // Велика українська енциклопедія. URL: https://vue.gov.ua /Ар'я
- Титаренко О. Р., Титаренко В. В. Ар'я Майтрея // Велика українська енциклопедія. URL: https://vue.gov.ua /Ар'я Майтрея
- Титаренко О. Р., Титаренко В. В. Ар'я Самадж // Велика українська енциклопедія. URL: https://vue.gov.ua /Ар'я Самадж
- Титаренко О. Р., Титаренко В. В. Ар'ядева // Велика українська енциклопедія. URL: https://vue.gov.ua /Ар'ядева
- Титаренко О. Р., Титаренко В. В. Ар'ясатья // Велика українська енциклопедія. URL: https://vue.gov.ua /Ар'ясатья